# Успенский собор (Коломна)
Успе́нский собо́р — православный храм в городе Коломне Московской области на Соборной площади Коломенского кремля, кафедральный собор Коломенской епархии Русской православной церкви. Построен в 1672—1682 годах.

## История

### Основание
Первое белокаменное здание Успенского собора было построено по второй четверти XIV века, возможно, около 1329 года. В летописях оно не упоминается, однако в 1980-х годах при раскопках были обнаружены фрагменты его фундамента и отдельные резные каменные блоки.

### Вторая постройка
Новый, четырехстолпный (по другому предположению шестистолпный) трехапсидный собор бо́льших размеров (ширина внутреннего пространства по оси север–юг — 10,4 м) был заложен великим князем Дмитрием Донским, предположительно, в 1379 году после первой победы русских войск над Золотой Ордой в битве на реке Воже. Победоносные дружины возвратились в Коломну как раз на праздник Успения Пресвятой Богородицы. В следующем году, однако, он обрушился и был достроен в 1382 году. Это была одна из крупнейших каменных построек Московского княжества. Считается, что собор стоял на подклете или довольно высоком подиуме. По сообщению архидиакона Павла Алеппского (XVII век), в храм восходили по высокой лестнице. Предположительно, в росписи собора принимал участие Феофан Грек (фрески не сохранились) и для собора он написал Деисус, который позже был перенесён в Благовещенский собор Московского кремля.
В нижнем, основном храме были освящены два престола: Успения Божией Матери и великомученика Димитрия Солунского — небесного покровителя князя Димитрия. В верхнем храме — престол в честь святого мученика  Никиты и святителя Леонтия Ростовского.
С 1581 по 1586 год в храме служил святитель Иов, епископ Коломенский, ставший первым патриархом Русской православной церкви.
Главной святыней собора была Донская икона Божией Матери, работы Феофана Грека. Перед образом молился, отправляясь в Казанский поход, царь Иоанн Грозный. После победы он увез чудотворный образ в Москву, приказав сделать для Коломенского Успенского храма два точных списка. Сейчас образ находится в Третьяковской галерее.
В соборе хранились частицы мощей святого Иоанна Предтечи и преподобного Стефана Савваита. Храм был богато украшен, имел иконы в серебряных окладах, дорогие пелены, причём одна из них была собственноручно вышита великой княгиней Софией Палеолог. В соборе имелась обширная библиотека.

### Третья постройка
Второй собор простоял до 1672 года, когда был из-за ветхости разобран. На его месте в течение 10 лет зодчим Мелетием Алексеевым был возведён новый пятиглавый четырехстолпный трехапсидный храм, сохранившийся до наших дней. Белокаменные блоки от разборки второго храма были использованы в кладке кирпичных стен нового собора. В это же время была возведена шатровая колокольня собора, в настоящее время примыкающая к стоящему поблизости Тихвинскому храму.
В сентябре 1788 года в соборе был похоронен епископ Коломенский Феофилакт (Горский).
В 1804 году храм расписали. В начале XIX века настоятелем в соборе был Михаил Дроздов, отец митрополита Московского и Коломенского Филарета. Позже в храме неоднократно служил и проповедовал сам святитель Филарет.
В 1920-е годы церковным старостой собора служил Димитрий Вдовин, прославленный Русской православной церковью в 2002 году в Соборе новомучеников и исповедников Российских.
В 1929 году храм был закрыт и разграблен, захоронения коломенских епископов разорены.

### Современная история
В 1989 году собор был возвращён Русской православной церкви. Реставрация храма продолжалась десять лет. В нём было воссоздано более полутора тысяч квадратных метров настенной росписи. В 2001 году в соборе был уложен новый мраморный пол. 29 августа 1999 года Патриарх Московский и всея Руси Алексий II совершил великое освящение воссозданного собора. 
Находящиеся рядом храм Тихвинской иконы Божией Матери и храм Воскресения Словущего являются приписными к Успенскому собору.

## Описание
Массивный четверик Успенского собора Коломны завершён мощным пятиглавием. Боковые барабаны лишь немного уступают по высоте центральному барабану. Барабаны украшены аркатурно-колончатыми поясами и профилированными карнизами. Алтарь храма, сильно выступающий на восток, состоит из двух частей: прямоугольного в плане объема и трех полукруглых апсид. Границы между этими двумя частями на северном и южном фасадах обозначены лопатками.
Западный фасад четверика собора расчленён лопатками на три прясла. Аналогично оформлен верх восточного фасада. Боковые фасады расчленены лопатками по четыре прясла каждый. Основание собора напоминает аттическую базу. Окна четверика и алтаря украшены фигурными наличниками, составленными из вертикальных боковых полуколонок с бусинами посредине и завершений, которые у нижних наличников — полукруглые, у верхних — килевидные. Западный и северный порталы собора содержат многочисленные резные элементы. Южный портал оформлен более скромно.
Основным образцом для интерьера Успенского собора Коломны послужил интерьер Успенского собора Московского кремля. Как и в московском Успенском соборе в коломенском соборе план пространства для молящихся имеет вид близкий к квадрату, также имеются круглые столпы, подпружные арки и своды расположены на одном уровне. Главное отличие этих соборов заключается в том, что московский собор шестистолпный, а коломенский – четырехстолпный. В отличие от интерьера, в наружном облике коломенского собора не обнаруживается признаков сходства с московским Успенским собором.
В отличие от традиционного четырехстолпного храма иконостас Успенского собора расположен не у западных граней восточных столпов, а передвинут дальше к востоку. Поэтому восточный поперечный неф принадлежит не алтарной части, а пространству для молящихся. В этом пространстве находятся все четыре столпа и все пять куполов. Алтарю отведены лишь сильно выступающие апсиды. Подобные интерьеры также имеют Крестовоздвиженский собор Тутаева (1658), Покровский собор в Измайлове (1671—1675) , Успенский собор Иосифо-Волоколамского монастыря (1688—1692), Спасо-Преображенский собор Твери (1689—1696), Успенский собор Вятского Трифонова монастыря (1689), Успенский собор Астрахани (1697—1710) и другие.